# تحالف الحركات لظهور النيجر
تحالف الحركات لظهور النيجر (بالفرنسية: Alliance des Mouvements pour l'Emergence du Niger) هو حزب سياسي في النيجر.

## التاريخ
تم إطلاق الحزب في عام 2015 من قبل وزير التنمية الصناعية أومارو حميدو تشيانا، الأمين العام السابق للحركة الديمقراطية النيجيرية للاتحاد الأفريقي.
لم يرشح الحزب مرشحًا رئاسيًا في الانتخابات العامة لعام 2016، لكنه فاز بثلاثة مقاعد في الجمعية الوطنية.